# Jerusalén (Salto de Agua)
Jerusalén es una localidad del estado mexicano de Chiapas. Es parte del municipio de Salto de Agua.

## Demografía
| Gráfica de evolución demográfica |
|                                  |

| Censo | Población |
| ----- | --------- |
| 1960  | 463       |
| 1970  | 506       |
| 1980  | 800       |
| 1990  | 1 028     |
| 2000  | 1 062     |
| 2010  | 1 151     |
| 2020  | 1 126     |